# Ugandatrichia taiwanensis
Ugandatrichia taiwanensis is een schietmot uit de
familie Hydroptilidae. De soort komt voor in het Oriëntaals gebied.